# استاپدکتومی
جراحی برای از بین بردن استخوان رکابی در گوش میانی و جایگزین کردن کامل آن با پروتز را استاپدکتومی (stapedectomy) یا رکاب‌برداری می‌نامند.
این کار می‌تواند از دست دادن شنوایی را درمان کند.
در برخی مواقع، تنها بخشی از استخوان رکابی گوش میانی برداشته می‌شود و یک سوراخ کوچک در انتهای آن به وجود می‌آید، این روش را به نام استاپدوتومی  (stapedotomy) یا رکاب‌گشایی می‌خوانند.
در برخی موارد از لیزر برای جراحی استفاده می‌کنند.

## روند جراحی
عمل رکاب‌برداری تحت بیهوشی عمومی و نیمه بیهوشی قابل انجام است. این عمل از طریق داخل کانال گوش انجام می‌شود. جراح از طریق کانال گوش پرده صماخ را به کناری زده و استخوان رکابی تثبیت شده را برمی‌دارد و به جای آن پروتز مخصوصی را کار می‌گذارد که همان نقش استخوان رکابی را ایفا می‌کند. سپس داخل کانال گوش بیمار پانسمان مخصوص قابل جذبی به نام ژلفوم گذاشته می‌شود از این‌رو بیمار تا یک هفته بعد از عمل بهبود شنوایی قابل توجهی را احساس نمی‌کند.

## گالری آناتومی

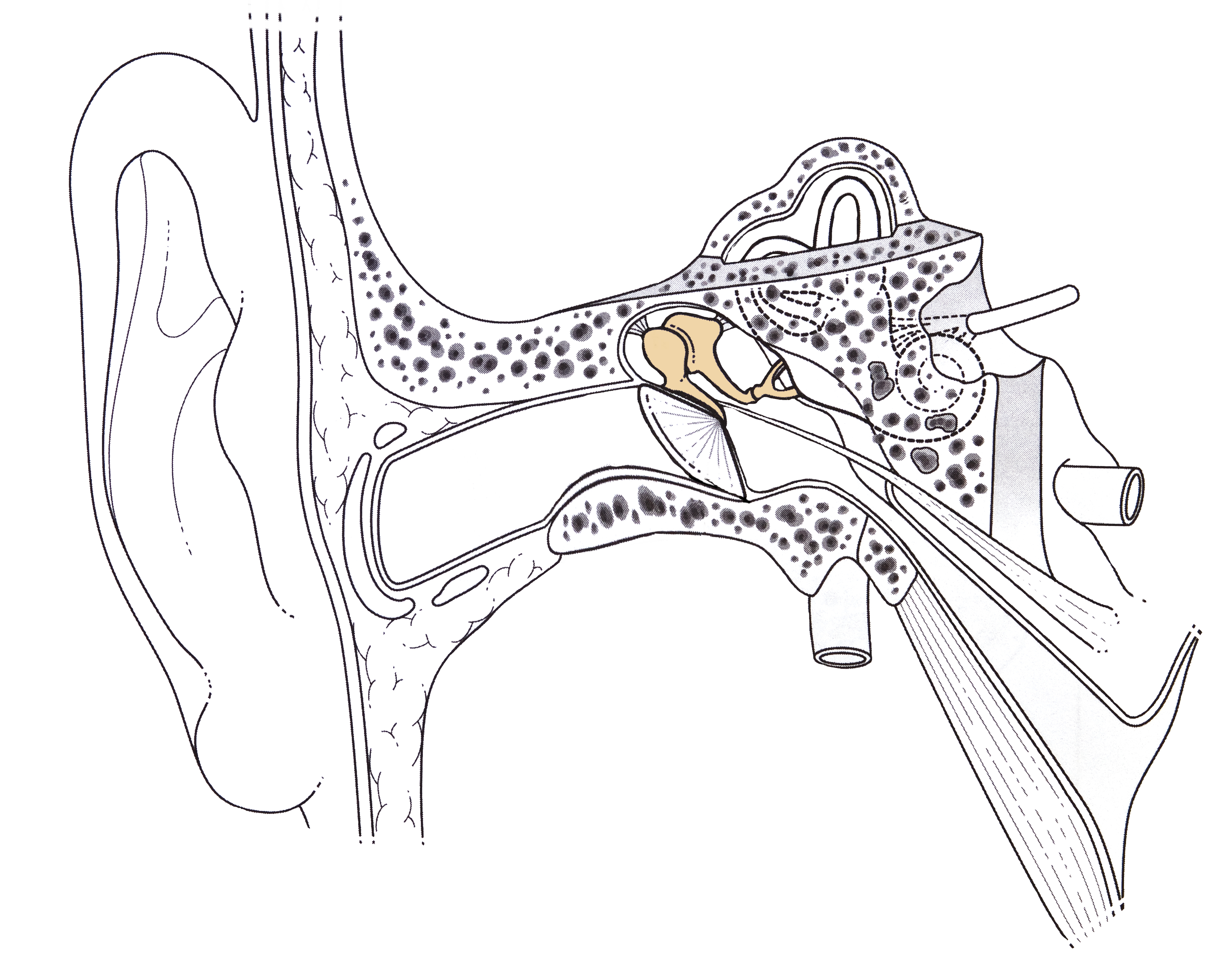
محل قرارگیری زنجیره استخوانی در گوش
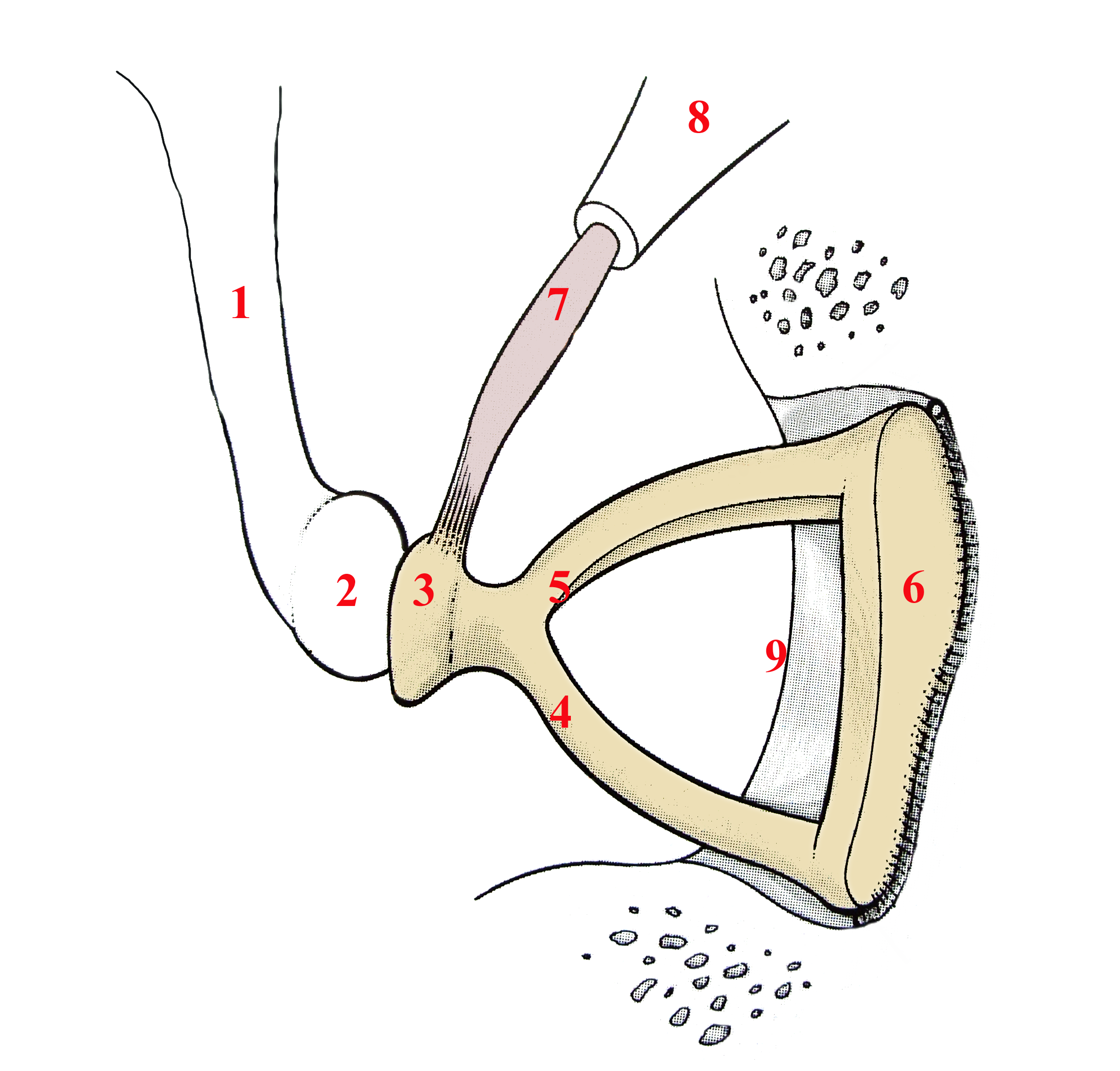
گوش راست
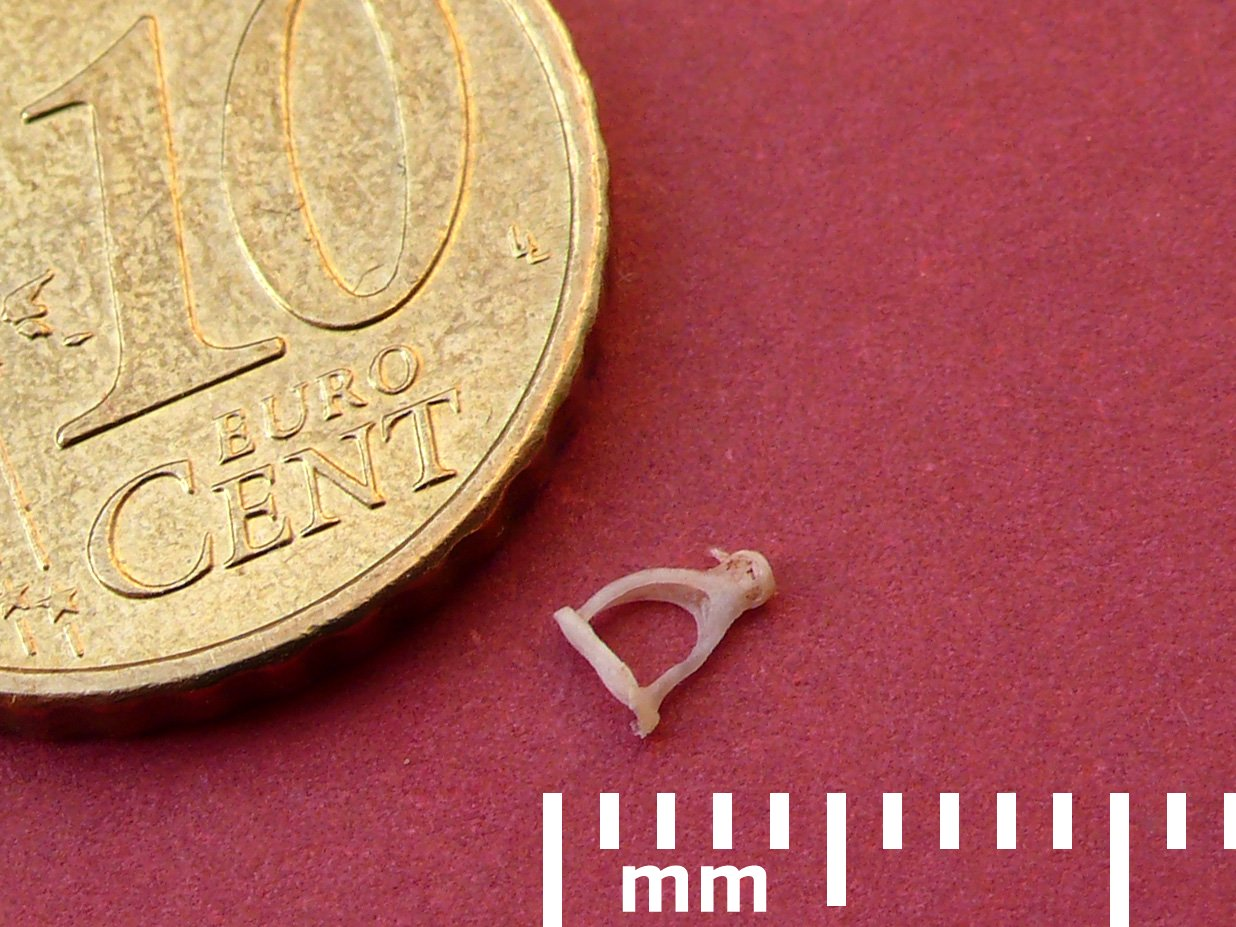
اندازه نسبی